# Sveti Srđ

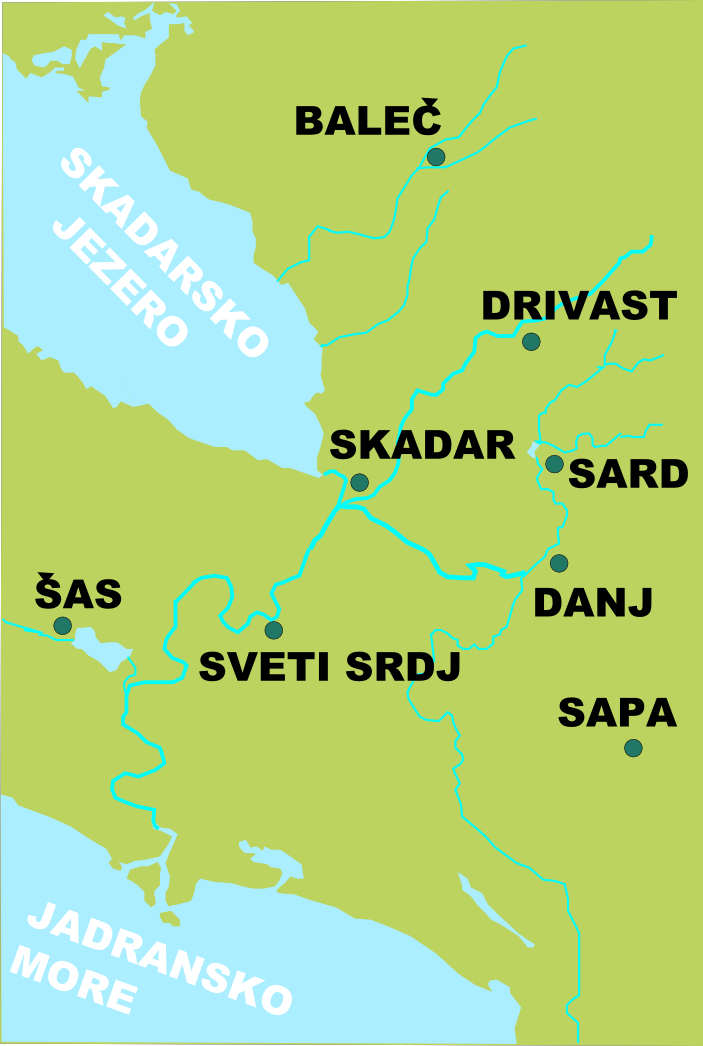
Sveti Srđ y ciudades cercanas.

Sveti Srđ (en latín: St. Sergius, en serbio: Свети Срђ) era una importante ciudad de mercado en la margen izquierda del río Bojana a 6 millas (9,7 km) de Skadar en la Serbia medieval y más tarde en el Imperio veneciano y por un corto período en el Imperio otomano.

## Ubicación
Sveti Srđ surgió cerca del monasterio benedictino de Shirgj, una abadía dedicada a Sergio y Baco construida en el siglo XI. Debido a su favorable posición geográfica cerca de la desembocadura del río Bojana, creció hasta superar a otros pueblos de la comarca.

## Historia
Desde el reinado de Esteban Nemanja en el Gran Principado de Serbia, Sveti Srđ fue uno de los cuatro mercados autorizados para el comercio de sal (los otros tres son Kotor y Drijeva, mientras que Dubrovnik se les unió después de que se estableció como república a mediados del siglo XIV en el mar serbio. Aunque Bojana transportaba mucha madera, Sveti Srđ no era un lugar de comercio de madera, sino de sal y cuero. Era una de las dos zonas aduaneras de la región (la otra era Danj en el río Drin).
En 1330 cerca de Sveti Srđ, el rey de Serbia Esteban Dečanski se reunió con enviados de Dubrovnik que lo felicitaron por su victoria en la batalla de Velbazhd. En esa ocasión, Dečanski les pidió que apoyaran sus campañas militares con seis galeras. Después del colapso del Imperio serbio en 1371, Sveti Srđ perteneció a Zeta hasta 1392 cuando los otomanos capturaron al señor de Zeta, Đurađ II Balšić. Pronto lo liberaron después de capturar por primera vez a Danj, Skadar y Sveti Srđ. En otoño de 1395, Balšić recuperó sus ciudades, incluida Sveti Srđ. Sabiendo que no podría conservar esos pueblos si los otomanos decidían capturarlos, los cedió a los venecianos. Pronto, en 1397, se concedió a Danj el derecho a comerciar sal. Por lo tanto, la toma de posesión veneciana puso fin al monopolio del comercio de sal que Sveti Srđ había tenido en la región de Bojana durante siglos mientras estaba en Serbia.
Un tratado de paz firmado en Sveti Srđ en 1423 puso fin a la segunda guerra de Escútari librada entre el Despotado de Serbia y la República de Venecia sobre Escútari y otras antiguas posesiones de Zeta controladas por Venecia. Este tratado se conoce como la Paz de Sveti Srđ. Mientras estuvo en manos venecianas, la sal comercializada en Sveti Srđ tuvo que ser transportada desde Corfú, también controlada por Venecia. While it was in Venetian hands the salt traded in Sveti Srđ had to be transported from, also Venetian controlled, Corfu.
En 1479, los otomanos capturaron la parte restante de la región del norte de Albania y este mercado pronto quedó desierto.